# 最后的倒计时
《最后的倒计时》（英語：The Final Countdown）是一部1980年上映的美國科幻电影。讲述的是尼米兹号航空母舰穿越至珍珠港事件前一天所发生的一系列故事。
本片的制作得到了美国海军的全面配合，使得剧组可以在真正的尼米兹号航空母舰上进行拍摄。